# Kenji Kawai
Kenji Kawai (川井憲次, Kawai Kenji, 23 de abril, 1957 — Shinagawa, Tóquio, Japão) é um compositor de música japonesa, filmes de anime, jogos eletrônicos e programas de televisão.

## Discografia

### Álbuns de estúdio
- 1997 – めぞん一刻 - Music Blend[2]
- 1988 – めぞん一刻 Music Sour 未発表TV BGM集
- 1988 – Mobile Police Patlabor Image Sound-track Album Vol. 2 Intercept
- 1988 – Mobile Police Patlabor Image Sound-track Album Vol. 1 Interface
- 1989 – Original Soundtrack Album Patlabor Vol. 5 "Inquest"
- 1989 – Patlabor Image Soundtrack Album Vol. 4 "Infinity ∞"
- 1989 – めぞん一刻 Music Shake 未発表TV BGM集 Vol. 2
- 1990 – Original Soundtrack Patlabor Phase II
- 1990 – [らんま1/2] 歌暦 (平成3年度版)
- 1990 – (らんま½) 熱闘音楽編
- 1990 – Original Soundtrack Patlabor Phase III
- 1991 – Original Soundtrack Patlabor Phase IV
- 1991 – Patlabor Theme Collection Special
- 1992 – Patlabor Concert Tour `92 Project Tokyo
- 1993 – Noa Izumi Photographs Live Image
- 1994 – Blue Seed 音楽編 Vol. 1
- 1995 – Ghost In The Shell
- 1995 – Patlabor 2 The Movie Pre Soundtrack
- 1999 – D4プリンセス オリジナルサウンドトラック
- 1999 – The Ring 2 Original Soundtrack
- 2001 – Avalon
- 2002 – WXIII Patlabor The Movie 3 O.S.T.
- 2003 – Bande Originale Des Films Bloody Mallory Et Samourais